# Пінскер Марк Семенович
Марк Семенович Пінскер (рос. Марк Семено́вич Пи́нскер; нар. 24 квітня 1925, Москва — пом. 23 грудня 2003, Москва) або Марк Шлемович Пінскер (рос. Марк Шлемо́вич Пи́нскер) — відомий радянський математик у галузях теорії інформації, теорії ймовірностей, теорії кодування, ергодичної теорії, математичної статистики та телекомунікаційних мереж.

## Навчання
Марк Пінскер закінчив  механіко-математичний факультет Московського державного університету імені М. В. Ломоносова в 1949 році. У 1950-х роках під керівництвом Андрія Колмогорова вивчав стохастичні процеси.
1963 року захистив дисертацію доктора фізико-математичних наук, а 1973-го йому присвоєно звання професора

## Наукова діяльність
Починаючи з 1955 року Марк Пінскер працював у Лабораторії з розробки наукових проблем дротового зв'язку АН СРСР, пізніше перейменованої в Лабораторію систем передачі інформації АН СРСР. У 1961 році вона була перетворена в Інститут проблем передачі інформації АН СРСР (нині — ІППІ Російської Академії наук, Москва), а Пінскер очолив Лабораторію № 1 створеного інституту.
З 1991 року обіймав посаду головного наукового співробітника.

### Наукові інтереси
Серед його досягнень класична стаття про теорію ентропії динамічних систем, в якій введено максимальне розділення з нульовою ентропією, пізніше відоме як розділення Пінскера. Його роботи з математичної статистики були присвячені переважно застосуванням теорії інформації, включаючи асимптотично достатні статистики для параметричної та непараметричної оцінки. Він також отримав помітні результати в теорії комутаційних мереж та проблем складності в теорії кодування.

## Нагороди
1978 року Інститут інженерів з електротехніки та електроніки нагородив  Марка Пінскера премією Клода Шеннона, а 1996 року отримав Медаль Річарда Геммінга.